# Procession
Procession es una canción compuesta por Brian May e interpretada por la banda de rock inglesa Queen a la que él pertenecía como guitarrista. La canción es parte del segundo disco de la banda Queen II realizado a comienzos de 1974.
Esta solía ser tocada para dar comienzo a los conciertos de esa época. 
Esta canción está junto a Father to Son y White Queen (As It Began) formando una conexión de sonidos en el final y comienzo de cada canción, el sonido de la sirena final de Procession continúa en Father to Son unida con la guitarra haciendo el efecto de su introducción, y el acorde final de la guitarra secundaria de Father to Son es el primer acorde del inicio de White Queen (As It Began).

## En directo
Se interpretó en directo desde la primera gira del grupo, el Queen I Tour de 1973, hasta el Sheer Heart Attack Tour de 1974-75, siempre como apertura de los conciertos.
- Datos: Q6087260